# Tennessee Lottery 250
Das Tennessee Lottery 250 ist eines von zwei Autorennen, das die NASCAR Xfinity Series auf dem Nashville Superspeedway in Lebanon im US-Bundesstaat Tennessee, ungefähr 48 km östlich von Nashville austrägt. Erstmals wurde es im Jahre 2001 ausgetragen. Pepsi ist seitdem immer der Sponsor des Rennens. Zudem ging es auf dem 1,33 Meilen langen Oval bislang in jedem Rennen über eine Distanz von 300 Meilen, was 225 Runden entspricht.
Neben dem Nashville 300 findet noch ein weiteres Rennen der Busch Series jährlich auf dem Nashville Superspeedway statt, das Federated Auto Parts 300. Während das Nashville 300 meist im Frühjahr ausgetragen wird, findet das Federated Auto Parts 300 meistens im Sommer statt.

## Bisherige Sieger
| Jahr | Monat | Sieger          | Hersteller |
| ---- | ----- | --------------- | ---------- |
| 2001 | April | Greg Biffle     | Ford       |
| 2002 | April | Scott Riggs     | Ford       |
| 2003 | April | David Green     | Pontiac    |
| 2004 | April | Michael Waltrip | Chevrolet  |
| 2005 | März  | Reed Sorenson   | Dodge      |
| 2006 | April | Kevin Harvick   | Chevrolet  |
| 2007 | April | Carl Edwards    | Ford       |
| 2008 | März  | Scott Wimmer    | Chevrolet  |
| 2009 | April | Joey Logano     | Toyota     |
| 2010 | April | Kevin Harvick   | Chevrolet  |
| 2011 | April | Carl Edwards    | Ford       |